# Zaman (dagblad)
Zaman was een Turkse krant (1986-2016) op berlinerformaat. Zaman (vertaling: Tijd) werd opgericht door mediaconglomeraat Feza Publicaties Inc en had zijn basis in Istanboel. Het dagblad Zaman was gelieerd aan de Gülen-beweging. Tussen 2001 tot oktober 2015 was Ekrem Dumanlı de hoofdredacteur. Hij werd opgevolgd door Abdülhamit Bilici. 

## Edities
Zaman was als eerste Turkse dagblad online gegaan en had sinds 1995 edities in tientallen landen in de betreffende landstaal. Het gaat om onder andere Australië, Azerbeidzjan, Bulgarije, Duitsland, Rusland, Kazachstan, Kirgizië, Noord-Macedonië, Nederland, Turkmenistan en de VS. Zaman had vestigingen en correspondenten in belangrijke hoofdsteden en steden in de wereld, waaronder Asjchabad, Bakoe, Boekarest, Brussel, Frankfurt am Main, Jeruzalem, Moskou, Rotterdam, Tasjkent, New York en Washington D.C.
Als eerste Turkse dagblad op het internet had Zaman ook een Engelse editie online gezet. De website bestond uit verschillende secties. In de sectie "Turkije in de buitenlandse Pers" stonden ook andere nieuwsberichten en artikelen over Turkije in het Engels. Tot slot werden in de Engelse internet-editie van Zaman links genoemd naar algemene informatie over de Turkse cultuur, toerisme en weerberichten.

### Nederland
In Nederland verschijnt sinds 2012 naast de Turkstalige krant Zaman Hollanda en de Nederlandstalige versie Zaman Vandaag die een oplage van 5000 exemplaren heeft en onderdeel is van Time Media Group. Zaman Vandaag veranderde in mei 2017 haar naam in De Kanttekening.

## Oplage
Zaman was met een gemiddelde oplage van ± 960.000 in 2011 het best verkochte dagblad in Turkije, terwijl de concurrenten Hürriyet, Posta, Sabah en Sözcü rond de 350.000 oplages waren. 
Het grote verschil in oplages kan worden verklaard doordat Gülen-sympathisanten actief aangespoord werden om Zaman-kranten op te kopen en gratis te verspreiden, en dat de hoge oplage van de krant een verkeerde indruk geeft bij waarnemers vanwege Zamans afhankelijkheid van institutionele abonnementen door Gülen-gelieerde bedrijven (Bank Asya, Kaynak Holding, TUSKON) die duizenden exemplaren per dag kochten. Daarentegen was de 'losse verkoop' en de websitebezoekers aan de lage kant vergeleken met de bovengenoemde kranten.

## Onder staatstoezicht
De Turkse overheid beschuldigde de Gülen-beweging van het creëren van een "parallelle staat" en zette de beweging op de lijst van terroristische organisaties. Op 4 maart 2016 stelde een rechtbank in Istanbul bij het Zaman-mediaconcern een bewindvoerder aan, waardoor de krant in feite onder staatstoezicht kwam te staan. Dezelfde avond nog werd het gebouw van de krant door de politie bestormd. Sindsdien vond de productie van de krant onder politie-toezicht plaats. Hoofdredacteur Abdülhamit Bilici werd op 5 maart 2016 door de bewindvoerder ontslagen. Zaman en Zaman Today werden onder censuur geplaatst en omgevormd tot pro-regeringskrant. De ontslagen redacteuren startten direct een nieuwe krant onder de naam Yarina Bakiş ('Zicht op morgen'). De Nederlandse tak Zaman Vandaag behield haar redactionele koers.

## Opgeheven
Na de mislukte staatsgreep in Turkije in 2016 beschuldigde president Erdoğan de Hizmetbeweging van Gülen ervan de coup te hebben gepleegd en nam repressieve maatregelen tegen alle individuen en organisaties die ermee in verband konden worden gebracht, inclusief alle edities van Zaman. De edities in Turkije (Turks- en Engelstalig), België, Duitsland, Frankrijk en elders moesten onder zware druk vanuit de Turkse AKP-regering worden gesloten, maar de redactie van de Nederlandse Zaman Vandaag wilde niet zwichten en besloot door te gaan onder de naam De Kanttekening.